# Yescrypt
yescryptとは、Fedora、Debian、Ubuntu、Arch Linuxでパスワードハッシュに使用される鍵導出関数である。この関数はSHA-512よりもオフラインパスワードクラック攻撃に対して耐性がある。yescryptはscryptに基づいている。